# 258
Криза Римської імперії у 3 столітті. Період тридцяти тиранів. Правління імператора Валеріана. В імперії продовжується чума Кипріяна. У Китаї триває період трьох держав, в Японії — період Ямато, у Персії править династія Сассанідів.
На території лісостепової України Черняхівська культура. У Північному Причорномор'ї готи й сармати.

## Події
- Імперський едикт забороняє християнство в Римській імперії. Священики повинні бути страчені, сенатори й вершники християни повинні бути позбавлені посад із конфіскацією майна, черниці — вислані, державні службовці християни приговорені на виправні роботи.
- Готи грабують Малу Азію.
- Вміст срібла в денарії падає до 10 %. Криза розоряє ремісників, торговців і дрібних землеробців. Великі землевласники скуповують землю за безцінь.

## Померли
- Сікст II
- Кипріян Карфагенський
- Новаціан, антипапа.
- Святий Конрад